# Parchanie

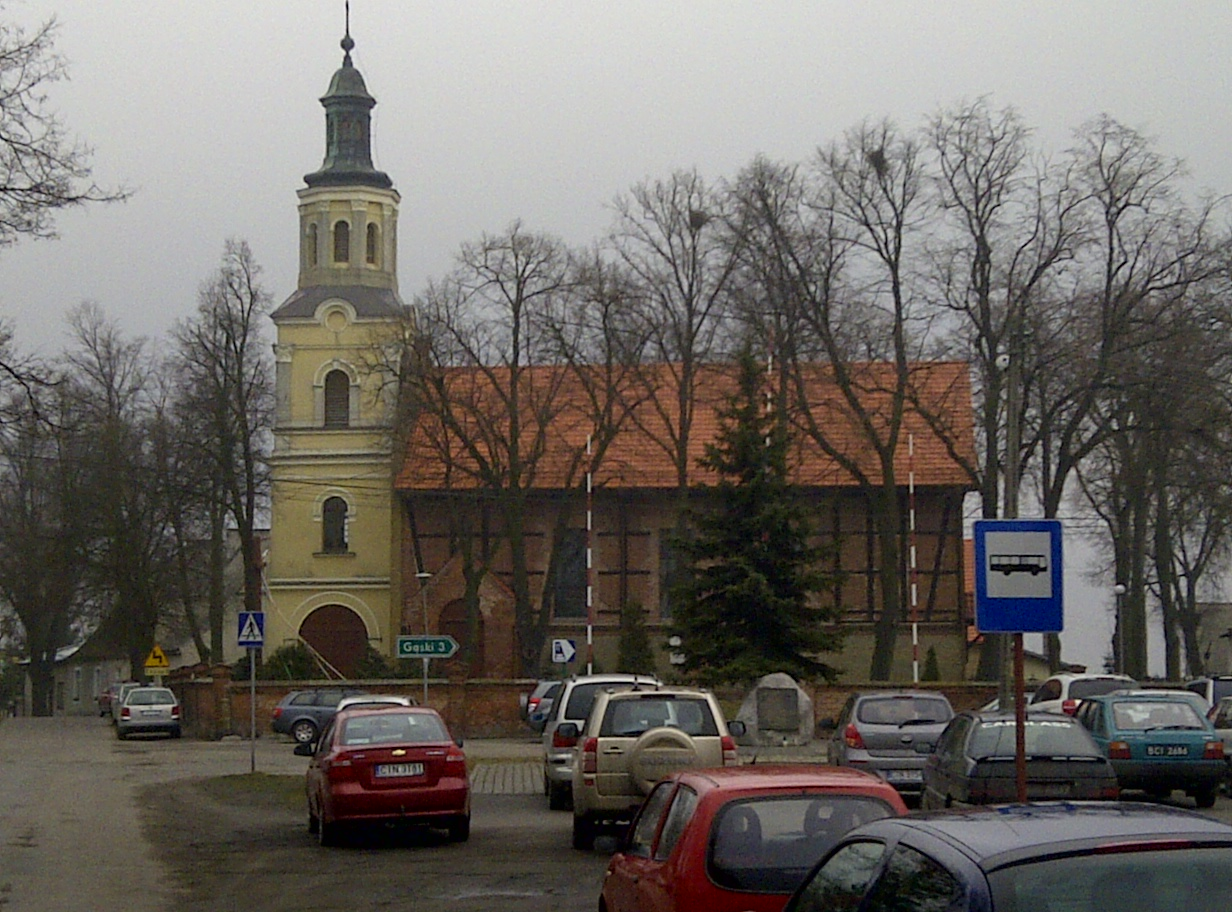
De kerk van Parchanie

Parchanie is een dorp in het Poolse woiwodschap Koejavië-Pommeren. De plaats maakt deel uit van de gemeente Dąbrowa Biskupia. In 2011 woonden er 313 mensen.

## Geschiedenis
Het dorp wordt het eerst genoemd in een document uit 1252 waarin de hertog van Koejavië Casimir I het eigendomsrecht van Parchania vastlegde.

## Sport en recreatie
Door deze plaats loopt de Europese wandelroute E11. De E11 loopt van Den Haag naar het oosten, op dit moment de grens Polen/Litouwen. Ter plaatse komt de route van het zuiden vanaf Balczewo en vervolgt in noordelijke richting naar Wierzbiczany

## Bekende inwoners

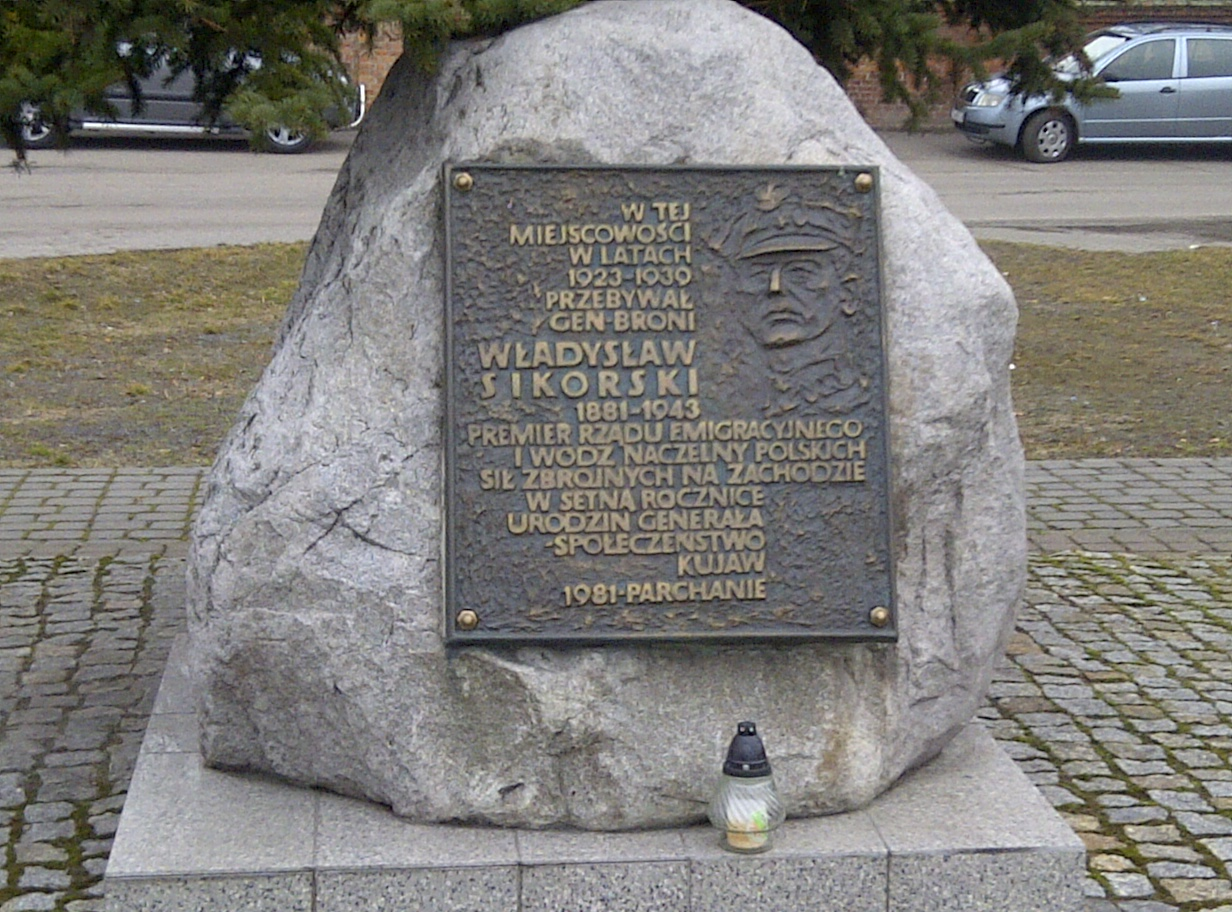
Monument ter nagedachtenis van Stanisław Sikorski

Vanaf 1923 woonde hier Władysław Sikorski.

## Links
Site van het dorp